# Магомедова, Айшат Шуайбовна
Айша́т Шуа́йбовна Магоме́дова, известная как Дагестанская Мать Тереза (1944, с. Годобери, Ботлихский район, ДАССР, РСФСР, СССР — 26 декабря 2010, там же) — дагестанская врач-акушерка, основатель и главврач Благотворительной больницы для женщин. В 2005 году была номинирована на Нобелевскую премию мира.

## Биография
Айшат Магомедова родилась в 1944 году в селении Годобери. По национальности — годоберинка. Её мать Суайбат развелась с мужем, одна воспитывала троих детей и много работала, поэтому Айшат часто жила у дальних родственников, но, как только подросла, ей пришлось во всем помогать матери. С детства мечтала стать врачом и помогать женщинам. В 1962 году она поступила в Дагестанский медицинский институт, и на отлично окончила его в 1968 году. Много лет работала в республиканском роддоме. В 1990-х годах создала Лигу защиты матери и ребенка, чтобы бесплатно лечить женщин из малообеспеченных семей. В 1995 году Айшат открыла в Махачкале благотворительную больницу для женщин.
В 2005 году Айшат Магомедова была номинирована на Нобелевскую премию мира.
В 2008 году Айшат Магомедову обвинили в помощи боевикам чеченской оппозиции, «Лига матери и ребёнка» была названа «ваххабитской». 
Несмотря на многочисленные протесты, решением суда больница была закрыта. После закрытия больницы Магомедова  тяжело заболела, и 26 декабря 2010 года скончалась.
Как писала  Новая газета, созданная Айшат Магомедовой больница была уникальной: 
Эта благотворительная больница для женщин прожила целых 14 лет. Исключительно на пожертвования. В стационаре успели полечиться больше трех тысяч женщин, в основном — жительницы отдаленных высокогорных сел, и около 30 тысяч получили амбулаторную помощь.

## Память
Как отмечала Российская газета в статье, посвящённой памяти Айшат Магомедовой:
 Жизнь этой женщины, которую называли дагестанской матерью Терезой, была полностью посвящена служению людям.
В 2010 году Немецким фондом имени Генриха Бёлля учреждена медицинская премия имени Айшат Магомедовой.
Вечером 27 сентября 2019 в одном из бизнес-центров Махачкалы прошел показ фильма, посвященного памяти Айшат Магомедовой.
В 2020 году судьба Айшат Магомедовой стала одной из тем документального фильма «Они тоже мечтали: Истории дагестанских женщин».